# Маріке ван Дроґенбрук
Маріке ван Дроґенбрук (нід. Marieke van Drogenbroek, 16 грудня 1964) — нідерландська академічна веслувальниця.
Бронзова призерка Олімпійських Ігор 1984 року в складі вісімки.